# Cryptocellus magnus
Espèce
Synonymes
- Cryptocellus manni Ewing, 1929

Cryptocellus magnus est une espèce de ricinules de la famille des Ricinoididae.

## Distribution
Cette espèce est endémique du département de Magdalena en Colombie,.

## Description
Le mâle décrit par Platnick et Shadab en 1976 mesure 7,42 mm et la femelle 7,74 mm.

## Publication originale
- Ewing, 1929 : A synopsis of the American arachnids of the primitive order Ricinulei. Annals of the Entomological Society of America, vol. 22, no 4, p. 583–600.